# Burglehnhof

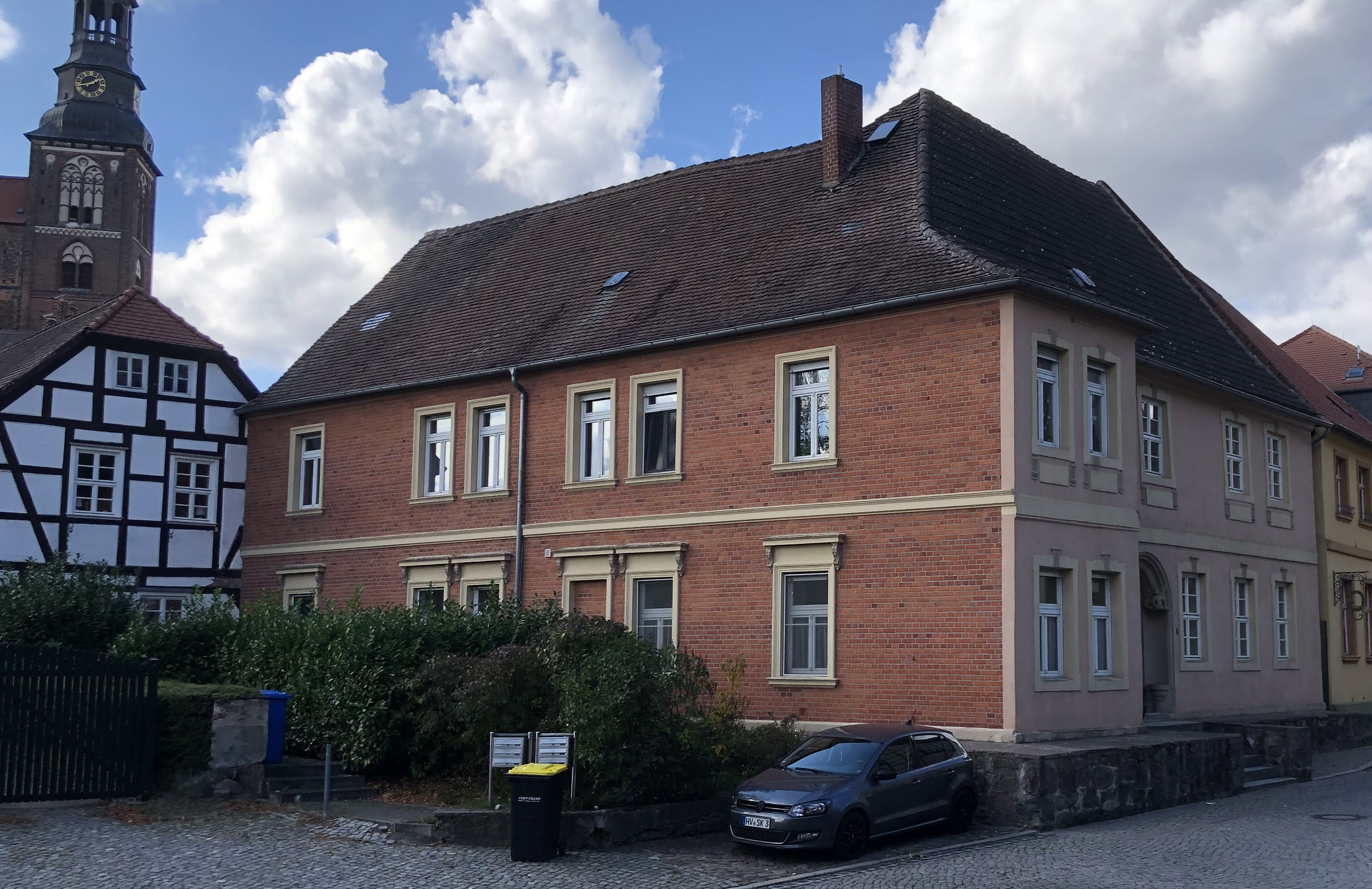
Burglehnhof im Jahr 2022

Der Burglehnhof ist ein denkmalgeschützter ehemaliger Amtshof in Tangermünde in Sachsen-Anhalt.

## Lage
Das Gebäude befindet sich auf der Südseite der Straße Schloßfreiheit an der Adresse Schloßfreiheit 4, westlich der Burg Tangermünde. Unmittelbar westlich grenzt das gleichfalls denkmalgeschützte Kurfürstliche Elbzollamt an.

## Architektur und Geschichte
Der langgestreckte verputzte zweigeschossige Bau geht bis auf die Zeit um 1540 zurück. Es bestehen ein Sitznischenportal sowie Verzierungen mit Putti und Zierwerk. Die hölzerne Tür im Stil des Barocks stammt aus dem 18. Jahrhundert.
Im örtlichen Denkmalverzeichnis ist der Amtshof unter der Erfassungsnummer 094 09417 als Baudenkmal verzeichnet.